# Berninapasset
Berninapasset (italienska: Passo del Bernina, tyska: Berninapass, rätoromanska: Pass dal Bernina) är ett bergspass i Schweiz. Det ligger i distriktet Bernina och kantonen Graubünden, i den östra delen av landet, 200 km öster om huvudstaden Bern. Berninapasset ligger 2 328 meter över havet.